# Pseudosphenoptera basalis
Pseudosphenoptera basalis là một loài bướm đêm thuộc phân họ Arctiinae, họ Erebidae.